# 6643 Морікубо
6643 Морікубо (6643 Morikubo) — астероїд головного поясу, відкритий 7 листопада 1990 року.
Тіссеранів параметр щодо Юпітера — 3,164.